# Barra Isles

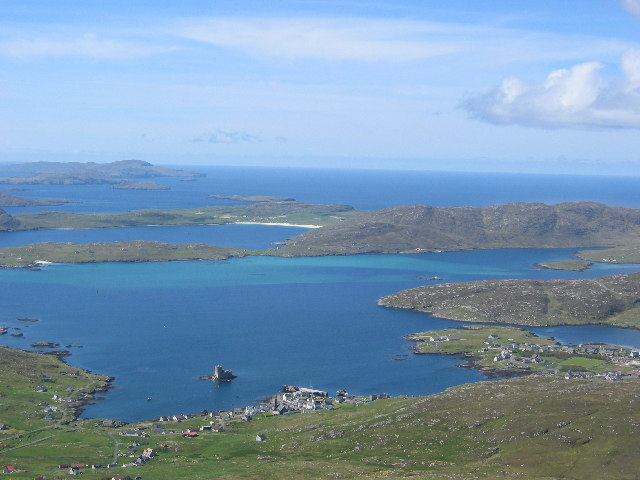
Les Illes de Barra vistes des de Heaval

Les Barra Isles, també conegudes com a Bishop's Isles mentre foren històricament propietat del Bisbe de les Illes, és un petit arxipèlag d'illes a les Hèbrides Exteriors d'Escòcia. Es troben al sud de l'illa de Barra, de qui prenen el nom. El grup consisteix en nou illes, i nombroses roques.
Moltes de les illes són extremadament petites. Només l'illa més gran Vatersay, la qual és ara enllaçada per una carretera elevada a Barra, roman habitada. Berneray (també coneguda com a Barra Head), Pabbay, Sandray i Mingulay han estat habitades antigament. Les quatre illes més petites són Flodday, Lingay, Muldoanich i Uineasan.
L'accés a aquestes illes pot ser arranjat amb Charters, que fan viatges regulars a Mingulay de maig a setembre i per visitar altres illes cal fer acords.
Les Illes de Barra són presents en diverses sagues vikingues.
A més de les illes més grans hi ha diversos petit illots, farallons i roques de les quals destaca Biruaslum, que és un faralló a l'oest de Vatersay. Assoleix 72 m d'alçada i hi ha un fort espatllat en el costat del sud. Francis G. Thompson el caracteritza com "alt i virtualment inaccessible".